# Яндекс Браузер
Яндекс Браузер — браузер, созданный компанией «Яндекс» на основе движка Blink, используемого в открытом браузере Chromium. Впервые был представлен 1 октября 2012 года на технологической конференции Yet another Conference.
До мая 2024 года браузер от Яндекса занимал второе место на рынке компьютерных браузеров в рунете, уступая лишь Google Chrome; также Яндекс.Браузер являлся вторым браузером по частоте использования как среди пользователей смартфонов, так и пользователей планшетов. По состоянию на ноябрь 2024 года доля обозревателя среди всех устройств составляет в Рунете 35,93 %.

## История
Весной 2010 года появилась сборка «Chromium» под названием «Яндекс.Хром», который был доступен для скачивания со страницы chrome.yandex.ru. В начале января 2012 года, в соответствии с требованиями юристов Google, данный браузер был переименован в «Яндекс.Интернет». Логотип браузера был изменён на жёлтый клубок ниток. Адрес официальной страницы переехал на browser.yandex.ru. Отличия этого продукта от оригинала были минимальны: Яндекс.Интернет ориентирован на сервисы Яндекса и в нём отсутствовала синхронизация со службами Google. Однако на этом работа над браузером не закончилась. По словам Аркадия Воложа, в дальнейшем над браузером работали «около года десятки человек». Особенностью Яндекс.Браузера стала глубокая интеграция с онлайн-сервисами компании — например, с поиском, картами, сервисом переводов и другими.
Яндекс.Браузер для Windows и OS X был представлен 1 октября 2012 года на Yet Another Conference и стал доступен для скачивания в тот же день в 17:00 по московскому времени по адресу browser.yandex.ru Архивная копия от 3 октября 2017 на Wayback Machine. К 12 октября его уже скачали 1 миллион раз. Версии для Android и iOS стали доступны 18 июня 2013 года. 30 октября 2014 года на конференции YaC была представлена бета-версия для Linux.
После версии 1.7 последовала версия 13.10, начиная с которой первая цифра является годом, а вторая — месяцем выпуска: например, номер 14.5 означает, что обновление вышло в мае 2014 года.
27 сентября 2021 года правительство РФ внесло «Яндекс.Браузер» в список программ, обязательных для предустановки на компьютерах, ноутбуках и системных блоках перед их продажей на территории России.

### Проект «Кусто»
27 ноября 2014 года на закрытой конференции была представлена новая версия Яндекс.Браузера. Главным нововведением является кардинально изменённый интерфейс браузера, который, как утверждают создатели, нацелен на более полное и открытое отображение веб-страниц. Панель вкладок теперь отображается снизу, а не сверху, как раньше. Вкладки окрашиваются в цвета посещаемых сайтов и способны группироваться по домену. В режиме «Изнанка» отображается сопутствующая информация, связанная с открытым сайтом. Также на «Табло» были добавлены анимированные фоны, которых в браузере встроено 12 штук. Проект получил название «Кусто» — в честь известного учёного, исследователя и путешественника.
Часть решений проекта «Кусто» в итоге перенесли в обычную версию браузера.

## Особенности
Так как Яндекс.Браузер является родственным Chromium'у, ему по определению присуща значительная часть преимуществ и недостатков последнего. Из-за этого браузер слабо выделяется основной функцией на фоне других многочисленных браузеров на базе WebKit и Blink.
Разработчики пошли по пути интеграции по умолчанию тех функций, которые часто можно добавить в любой популярный браузер с помощью расширений. Считается, что наличие встроенных по умолчанию возможностей положительно сказывается на производительности, в то время как установка сторонних дополнений с теми же функциями может её уменьшить. Подобная особенность была у браузера Opera до версии 12 и примерно похожую идеологию развивают создатели Vivaldi.
Некоторые возможности браузера появились в нём впервые, а какие-то до сих пор имеются только в нём.

### Поиск по странице с учётом морфологии

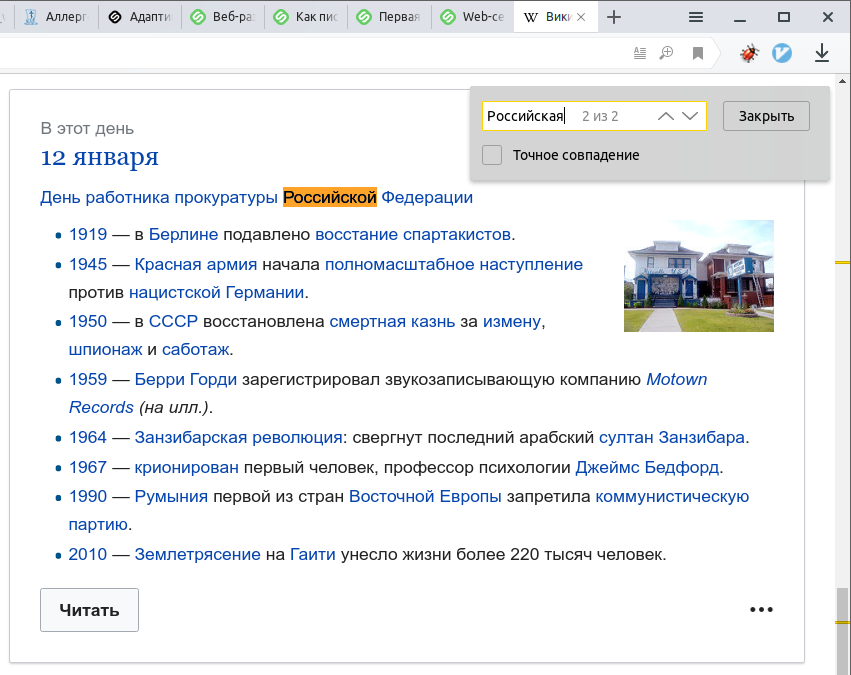

В Яндекс.Браузере поиск текста происходит с учётом морфологии, что позволяет найти искомое лишь по примерному запросу. Например, если в поисковом окне ввести «Электронной энциклопедии», то даже при отсутствии точного совпадения можно будет найти фразу «Электронная энциклопедия».
Эта функция работает без участия поисковой системы, то есть работает без активного подключения к сети. На начало 2019 года Яндекс.Браузер был единственным браузером, поддерживающим «из коробки» такую возможность.

### Умная строка

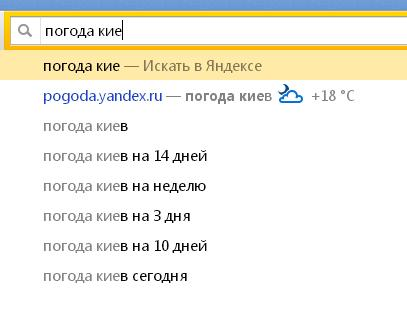
Поисковые подсказки в ЯндексБраузере

У Яндекс.Браузера адресная строка называется «Умной строкой» из-за дополнительных полезных возможностей, отсутствующих в Chromium'е. Среди них — автоматический вывод адреса сайта при наборе его названия (для популярных сайтов): например, при наборе слова «википедия» (или «вики») браузер, не переходя к странице результатов поиска, выводит адрес ru.wikipedia.org. Подобные подсказки работают и в случае неверной раскладки клавиатуры. Кроме того, поисковые подсказки браузера автоматически дадут ответ на простые запросы (курс доллара, погода, точное время и т. д.).
Также умная строка позволяет набирать символы в URL не по порядку, а, например, часть символов из начала, а часть — из середины. Например, если пользователь часто посещает в социальной сети «ВКонтакте» только страницу комментариев и только страницу одной группы, то для быстрого перехода к комментариям достаточно ввести vk co, а умная строка самостоятельно подставит vk.com/feed?section=comments. Если после этого вести vk wi, то умная строка преобразует это в vk.com/wikipedia (здесь предполагается, что пользователь чаще всего посещает именно эту группу).

### Режим «Турбо»
Изначально сообщалось о применении в программе технологии Turbo, созданной компанией Opera, для ускорения работы с HTTP при использовании медленных каналов связи; при этом для сжатия использовались серверы Яндекса. Она доступна начиная с версии 1.1, выпущенной 8 ноября 2012 года. При медленном соединении режим Турбо ускоряет загрузку сайтов путем уменьшения объёма данных. Контент страницы сжимался на серверах Яндекса (до 75 %) и передается пользователю. «Тяжелый» контент по умолчанию в режиме Турбо не загружался — только по требованию пользователя. Также Турбо-режим можно использовать для обхода заблокированных сайтов. Начиная с версии 14.10 доступно Турбо 2.0 с возможностью сжатия онлайн-видео сразу во время его просмотра. В 2015 году режим Турбо был переписан разработчиками браузера с использованием современных технологий[каких?].
В 2017 году владельцам сайтов стала доступна возможность создавать лёгкие версии страниц для загрузки при медленном интернет-соединении. В феврале 2025 года Яндекс сообщил о прекращении поддержки технологии в апреле из-за роста скорости мобильного интернета и появления версий сайтов, адаптированных под смартфоны.

### Безопасность
В обозревателе применяется технология активной защиты пользователей под названием Protect. Protect включает в себя несколько самостоятельных режимов защиты от различных сетевых угроз: шифрование данных, передаваемых по каналу WiFi; защиту паролей; антивирусные технологии; SafeBrowsing.
При подключении к открытым WiFi-сетям либо к точкам, использующим слабую WEP-защиту, Яндекс.Браузер автоматически зашифрует трафик между пользователем и HTTP-сайтами.
Яндекс.Браузер предупредит, если пользователь попытается ввести пароль от известного сайта на незнакомой странице. Если пользователь мобильного интернета откроет страницу, используемую сотовым оператором для совершения платных мобильных подписок, Яндекс.Браузер предупредит и попросит подтвердить своё желание оплатить услугу.
Яндекс.Браузер проверяет все загружаемые файлы на наличие вирусов. Если загружаемый файл определяется как небезопасный, пользователь видит предупреждение. Механизм проверки загружаемых файлов встроен в браузер. Каждый файл проверяется по ряду признаков при помощи собственных антивирусных технологий Яндекса и данных партнёров.
Яндекс.Браузер блокирует страницы, подозреваемые в SMS-мошенничестве. Браузер проверяет загружаемые страницы по своей базе данных вредоносных ресурсов, и в случае совпадения блокирует. Если у страницы есть сохранённая копия, на неё можно перейти, нажав на кнопку «Безопасная копия». При этом опасные элементы страницы будут заблокированы.

### Поддержка расширений от других браузеров
Яндекс.Браузер одновременно поддерживает расширения от Chromium и Opera, которые можно установить из интернет-магазина Chrome и Opera Addons (начиная с версии 14.8). В последнем случае расширения, которые можно установить, помечены надписью «Совместимо с Яндекс.Браузером». В данный момент поддержка Opera Addons ещё развивается.

### Переводчик
Обозреватель имеет встроенную службу автоматизированного перевода от «Яндекса» для перевода как отдельных слов и фраз, так и веб-страниц целиком. Чтобы перевести слово, его необходимо выделить мышью и в появившемся контекстном меню появится перевод.
Летом 2021 года команда Яндекса, тестировала функцию закадрового перевода видео с английского языка. С осени данная функция стала доступна на всех видах Я.Браузера. В ноябре Яндекс объявил о добавлении трех новых языков для этой функции: французский, испанский и немецкий. Автоматический закадровый перевод работает в Яндекс. Браузере для Windows, macOS, Linux и Android, а также в приложении Яндекс для iOS и Android.
В апреле 2023 года Яндекс Браузер научился переводу видео с китайского — на момент выхода функция доступна только на YouTube.
В феврале 2024 года вышло крупное обновление браузера, добавившее в том числе перевод видео с корейского и японского языков.

### Яндекс.Советник
Данная служба подсказывает пользователю, где необходимый ему товар стоит дешевле. Например, при открытии страницы определённого товара в некотором интернет-магазине браузер находит предложения этого же товара в других магазинах и, если находит более дешёвое предложение, показывает пользователю ссылку на этот магазин. В качестве источника всех данных используется Яндекс.Маркет.

### Жесты мышью

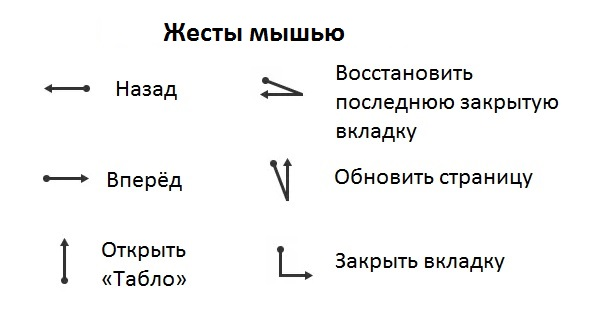

В версии 13.10 появилась поддержка жестов мышью. В операционной системе Windows жесты нужно делать при удерживании правой кнопки мыши, в macOS с однокнопочной мышью жесты осуществляются нажатием Ctrl и кнопки мыши.
Возможно и управление комбинациями клавиш мыши: если, удерживая правую кнопку мыши, нажать левую, можно перейти назад; если удерживая левую, нажать правую, осуществляется переход вперёд.

### Табло
Табло — это панель быстрого запуска страниц, которые посещаются наиболее часто. Изначально Табло заполнено наиболее популярными сайтами в рунете, но затем подстраивается под историю пользователя. Пользователь может самостоятельно добавить туда любой сайт и закрепить его. Табло появляется каждый раз при открытии новой вкладки. Панель с плитками избранных сайтов пользователь может редактировать по своему усмотрению. Максимальное число сайтов в Табло — 20. Для некоторых сайтов плитки-виджеты могут показывать дополнительную информацию (например, количество непрочитанных писем, уровень пробок или уведомления из социальных сетей). Доступна возможность изменять фоновое изображение на Табло. Для этого есть специальная галерея фонов доступная в интернете, либо можно загрузить изображение с компьютера. В галерее фонов есть 2 типа фоновых изображений: анимированные и обычные.

### Просмотр документов и книг
В обозреватель изначально встроены просмотрщик PDF-файлов, офисных документов (начиная с версии 14.2), медиа-проигрыватель и поддержка Adobe Flash Player. Поддерживаемые форматы: doc, docx, rtf, ppt, pptx, pdf; также поддерживаются форматы ePub, fb2 и fb2.zip, что позволяет использовать браузер как программу для чтения электронных книг.

### Быстрые ссылки и быстрый звонок

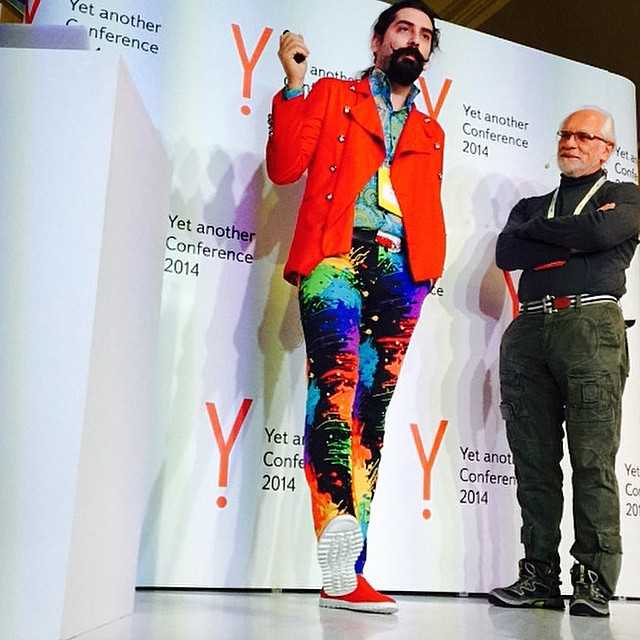
Роман Иванов (известный также как Кукуц) представляет бета-версию ЯндексБраузера для Linux на YaC-2014

Система быстрых ссылок, впервые появившаяся в версии 13.12, «выделяет», какие разделы на сайте важнее других, и показывает в строке поиска быстрые ссылки для перехода в эти разделы — например, в случае с интернет-магазином это может быть корзина или страница с информацией об условиях доставки и оплаты.
Опция «быстрый звонок», впервые появившаяся в версии 13.12, сама ищет на странице номер телефона, и, если нажать на номер — выплывет миниатюрная табличка с номером. После нажатия «Позвонить» на ваш смартфон или планшет придёт сообщение с номером телефона. Если в номере на сайте не указан код, браузер выясняет, к какому региону принадлежит сайт, и подставляет код автоматически. Данная опция работает только тогда, когда синхронизированы компьютер и телефон/планшет, так как номер приходит именно на мобильные устройства.

### Яндекс.Дзен
Персональная лента новостей на странице «Табло» (начиная с версии 16.4). До мая 2017 года на платформе размещались только анонсы новостей и другого контента, затем платформа разрешила создавать свои собственные каналы внутри «Дзена» блогерам, издательствам, а также зарабатывать деньги на размещении рекламы на платформе.
При первом запуске браузера позволяет выбрать минимум пять новостных ресурсов, интересующих пользователя, в различных категориях (юмор, авто, игры, мода и пр.). Подстраивает ленту новостей, ориентируясь на историю просмотров, а также путём прямого выбора пользователя с помощью кнопок: «Нравится», «Не нравится» или «Не показывать этот ресурс». Имеет встроенную рекламу.

### Алиса
В марте 2018 года при обновлении до версии 18.2.1 всем пользователям десктопной версии для Windows было принудительно установлено приложение Алиса в виде отдельной программы без предупреждений и возможности отказаться. Приложение позволяет голосом управлять компьютером, а также вести беседу с облачным чатботом.

### Функции ИИ
В Яндекс Браузер интегрирован ряд функций, базирующихся на базе YandexGPT. В частности, нейросети позволяют создавать, редактировать и переводить тексты без необходимости обращения к отдельным сервисам.

### Полезные мелочи
Имеется возможность синхронизации закладок, расширений, паролей, настроек браузера между различными устройствами, а также резервного копирования этих данных на «облачном» сервере «Яндекса».
Если на большой странице щёлкнуть левой кнопкой мыши по заголовку вкладки, то страница моментально прокрутится в самый верх. Если после этого ещё раз щёлкнуть по этому же заголовку, то страница моментально прокрутится на прежнее место. Это очень полезно при чтении больших объёмов текста, оглавление которого имеется только в самом начале.
При просмотре видео на странице можно вынести его в отдельное окно, а работу с браузером продолжить в другой вкладке. Начиная с 2019 года было изменено поведение функции вывода видео в отдельное окно: теперь после окончания видео с любого стороннего сайта Яндекс. Браузер автоматически запускает «рекомендованное» видео с Яндекс.Видео с параллельным открытием новой вкладки.
Если на странице начинается звуковоспроизведение, то на заголовке вкладки появится соответствующий значок. Если на него нажать, то звук будет выключен. Этот же значок помогает понять, на какой именно вкладке сейчас что-то звучит, если самих вкладок открыто очень много.
Разработчики браузера предусмотрели специальное минималистское контекстное меню из двух пунктов, появляющееся автоматически при выделении любого текста. Первым пунктом этого меню является команда «Копировать», вторая позволяет сразу отправить выделенное в поисковый запрос.

### Мобильная версия
18 июня 2013 года вышла мобильная версия для смартфонов на Android и iOS. 18 ноября появилась поддержка планшетов, а 20 ноября вышла версия для iPhone. Мобильная версия «Яндекс.Браузера» имеет те же особенности, что десктопная: режим «Турбо» для экономии интернет-трафика и ускорения загрузки страниц, «Табло» для быстрого перехода на любимые сайты. Имеется поддержка жестов, позволяющая быстро выполнять наиболее важные действия (открытие новой вкладки, переключения между вкладками). Закладки и «Табло» синхронизируются между мобильной и десктопной версиями браузера. Также в состав приложения входит Алиса.
Внешним отличием мобильной версии браузера является расположение «умной строки» снизу окна, а не в верхней части экрана. В дополнение к основной мобильной версии для Android'а выпускается лёгкий «Яндекс.Браузер Лайт». От основной он отличается упрощённым интерфейсом и отсутствием части возможностей. В качестве ядра используется встроенный в операционную систему движок.

### Корпоративная версия
В марте 2017 года вышла специальная версия браузера для организаций. Её отличительными чертами стали более высокий уровень безопасности и гибкие возможности кастомизации под нужды компании.

## Критика

### Безопасность и конфиденциальность
По словам Дугласа Дж. Лейта, профессора информатики Тринити-колледжа, Яндекс.Браузер не только отправляет Яндексу хешированный идентификатор оборудования, который очень сложно изменить и, фактически, не меняется даже при переустановке браузера, и каждый URL-адрес, посещённый пользователем.
Браузер критикуют из-за его политики конфиденциальности — сбором различных данных о пользователе, включая полную конфигурацию компьютера (а не только идентификатор), браузера и всех его компонентов, включая информацию об установленных других браузерах и запрет передачи такой технической информации никак не предусмотрен. Автоматически, без запроса пользователя, получает доступ к микрофону и геолокации (при этом данные геолокации он сразу передаёт на сервера Яндекса) и, при этом, в отличие от аналогичных продуктов на базе того же движка Blink, он не поддаётся настройкам Windows, чтобы отключить микрофон в приложении.
Ранее в программе имелась функция "Турбо", которая была полезна если скорость интернета была плохой — браузер мог пережимать трафик на своих прокси-серверах и отдавать клиентам в уменьшенном виде. Но так как эту функцию стали использовать вместо VPN для доступа к заблокированному контенту, то функцию очень быстро отключили, что ограничивает свободу информации.

### Реклама
Многие источники отмечают активное продвижение Яндекс-услуг и большое количество рекламного контекста. При этом для того, чтобы отключить рекламу на главной странице браузер требует авторизации в Яндексе, а отключение большинства интегрированных сервисов требует много времени.
В браузере имеются встроенные функции блокировки рекламного контекста, но зачастую они работают хуже, чем специализированные расширения вроде uBlock Origin.

### Скорость работы
Повышенные системные требования и невысокую скорость работы (отрисовка интерфейса и контента) характерна для всех продуктах на базе движка Blink и Яндекс.Браузер не выделяется в лучшую сторону от других продуктов на таком же движке, а зачастую и ещё больше потребляет ресурсов.
Отмечается и то, что неотключаемая анимация на фоне новой вкладки заметно замедляет работу на слабых (в плане производительности) устройствах.

### Самодеятельность
Имеется критика к тому, что те или иные действия браузер делает без запроса разрешения пользователя и лишь потом (и не во всех случаях) спрашивает у пользователя правильно ли он это сделал. В частности автоматический импорт всей истории, закладок, паролей из Edge. При этом есть опасения, что при этом он передаёт все эти данные в Яндекс и даже после нажатия пользователем "Отменить" они оттуда не будут удалены.
Также происходит автоматическое добавление браузера в автозапуск, а отказ от этого всего лишь подавляет отображение окна программы при запуске компьютера, но не её запуск и работу в фоновом режиме с соответствующим потреблением ресурсов компьютера.
Имеются претензии к излишнему самостоятельному размещению ярлыков и сервисов браузера при установки: он создаёт сразу три ярлыка — для самого браузера, для голосового помощника (вне зависимости от наличия микрофона) и ссылка на главную страницу. Зачастую при установки браузера также устанавливается различное не обязательное или совсем не нужное для работы браузера программное обеспечение.
Отмечается и агрессивное восстановление настроек по-умолчанию (с использованием Яндекс.Браузера) даже когда пользователь самостоятельно их меняет.
Имеется информация, что были случаи, когда браузер произвольно неожиданно с полной громкостью включал фоновые видео, хотя не исключено, что это связанно с используемыми расширениями браузера.

### Каналы распространения
Согласно законодательству РФ браузер идёт предустановленным на компьютерах, ноутбуках и системных блоках перед их продажей на территории России и пользователю не предоставляется выбор браузера, а в случае отсутствия минимальных технически навыков работы за компьютером смена браузера для пользователя может представлять сложность. Также он очень часто идёт как сопутствующее (рекламная интеграция) ПО при установки других программ и ставится без явного разрешения пользователя (его установка происходит автоматически, если человек явно не отказался от неё).

### ИИ-функции
В браузере имеются встроенные ИИ-функции, которые, в частности, позволяют сделать пересказ видеороликов, однако иногда генерируемый текст по смыслу может отличаться от оригинального вплоть до противоположного смысла.

### Актуальность версии движка
Версия ядра традиционно отстаёт на несколько версий от стабильной ветки Хрома — примерно на 2-3 релиза.

### Иная функциональность
Яндекс Браузер, как и другие браузеры на базе Chomium, не поддерживает проприетарные форматы видео, в том числе контент с DRM-защитой.